# Braxen (1916)
Braxen, officiellt HM Ubåt Braxen, var en ubåt i Braxen-klass som var i tjänst i svenska flottan mellan åren 1916 och 1937.